# Schizonycha peringueyi
Schizonycha peringueyi är en skalbaggsart som beskrevs av Von Dalle Torre 1912. Schizonycha peringueyi ingår i släktet Schizonycha och familjen Melolonthidae. Inga underarter finns listade i Catalogue of Life.